# Keyed Up
Keyed Up är ett musikalbum av Väsen, utgivet 2004 av NorthSide.

## Låtlista
Alla låtar är skrivna av Mikael Marin om inget annat anges.
1. "Björkbergspolskan" (Olov Johansson) – 4:54
2. "Glada polskan (The Happy Polska)" – 2:35
3. "Polska på övervåningen (Polska Upstairs)" (Olov Johansson) – 3:38
4. "Hasse A's" – 2:55
5. "En gratis (One for Free)" – 4:05
6. "Antons första (Anton's First)" (Roger Tallroth) – 4:05
7. "Lille Vilgot (Little Vilgot)" (Olov Johansson) – 3:37
8. "Bromanders 100-års polska (Bromander's 100-Year Polska)" (Olov Johansson) – 4:11
9. "Stinas polska" – 3:40
10. "Flippen (The Flip)" – 2:52
11. "Appalachen/Polskejig (Appalachian/The Polska Jig)" – 5:12
12. "Fallandepolskan (The Falling Polska)" (Roger Tallroth) – 3:41
13. "Nipponpolka" – 2:40
14. "Calles vals" – 3:31
15. "Tomten kommer (Santa's Coming)" – 3:33

Total tid: 52:29
Alla låtar är arrangerade av Johansson/Marin/Tallroth.

## Medverkande
- Mikael Marin — viola, violin
- Olov Johansson — 3-radig kromatisk nyckelharpa, kontrabasharpa
- Roger Tallroth — 12-strängad gitarr, bosoki